# Kieferrelationsbestimmung

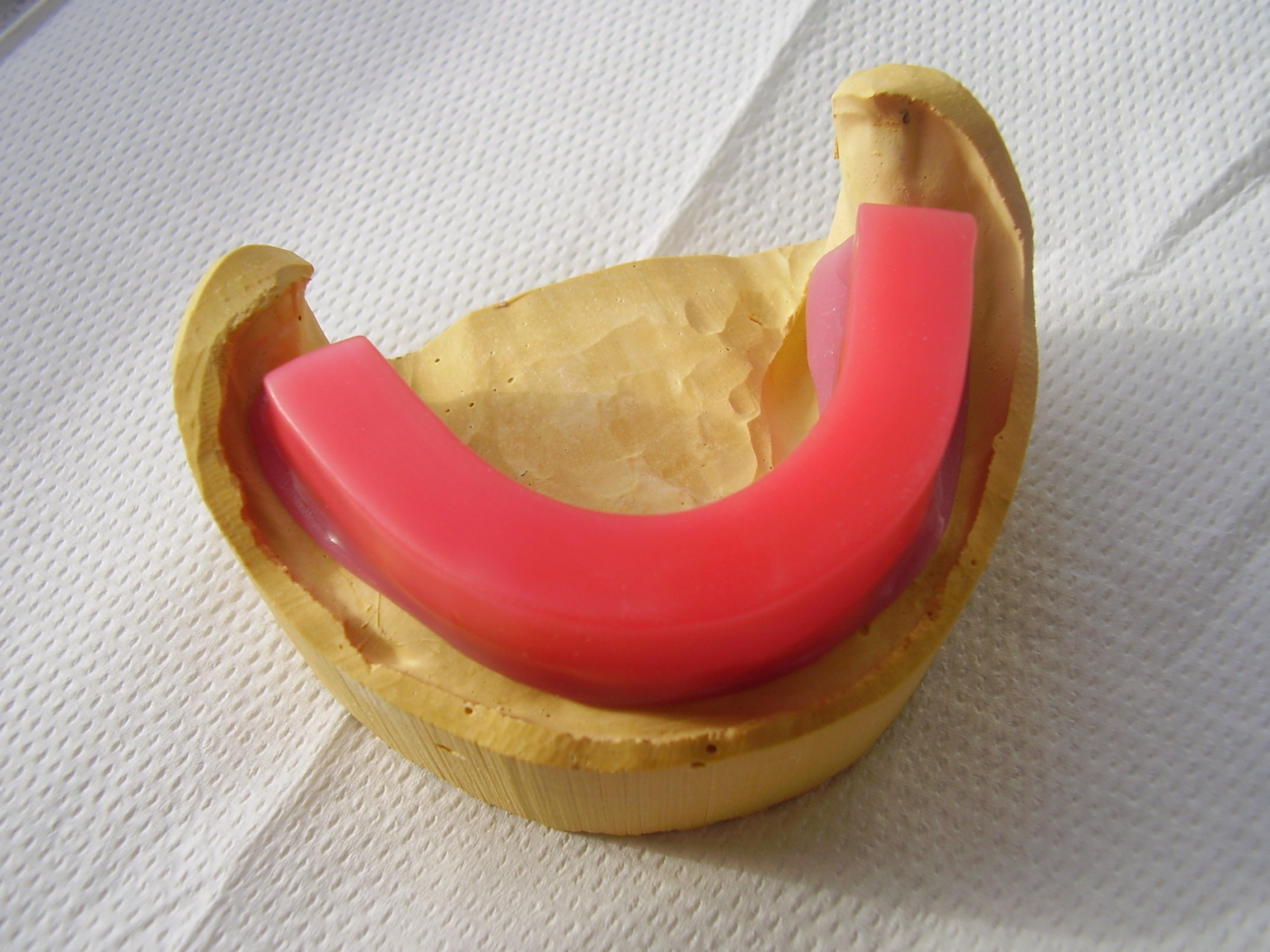
Registrierschablone zur Kieferrelationsbestimmung auf einem Gipsmodell für den unbezahnten Unterkiefer

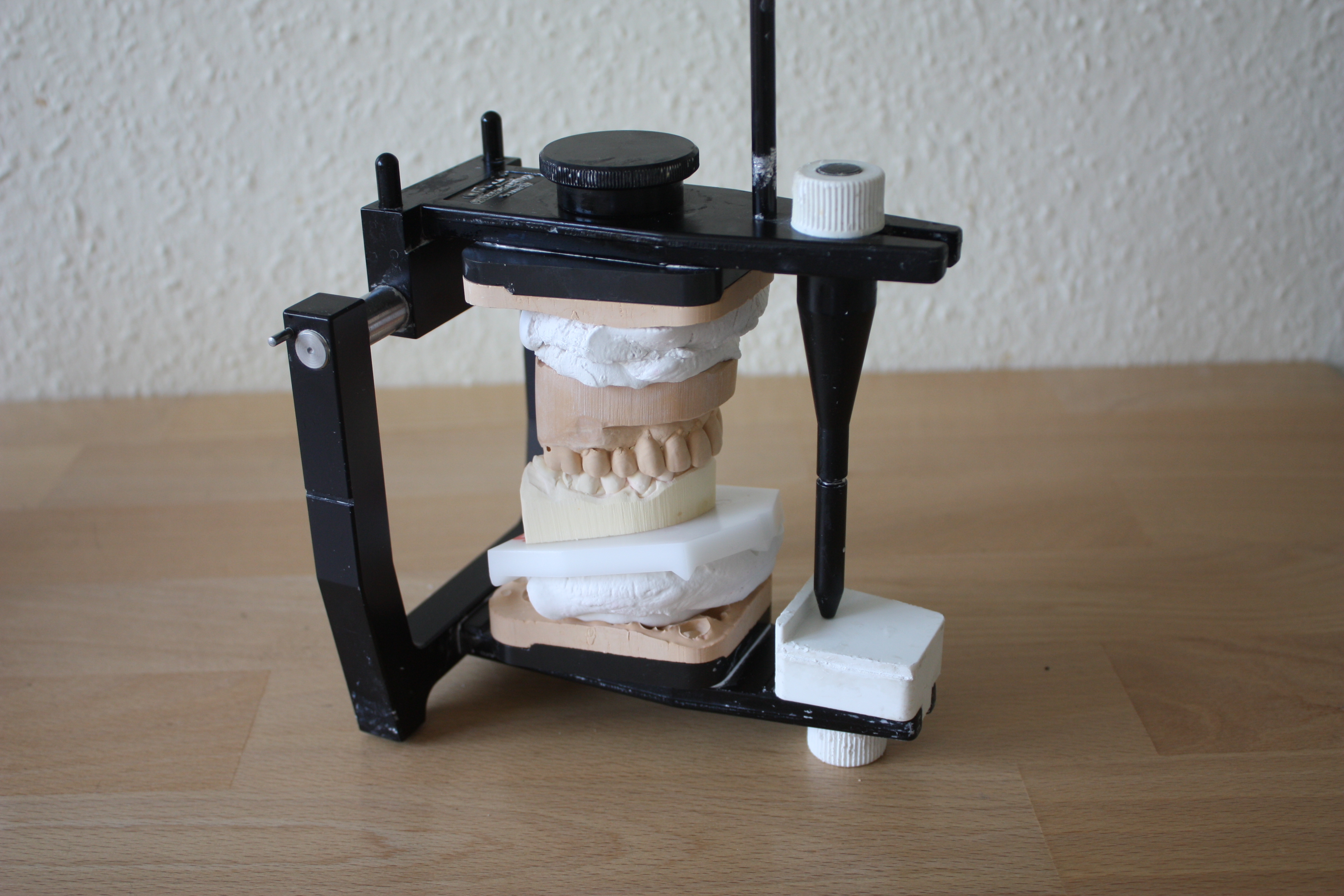
Okkludator

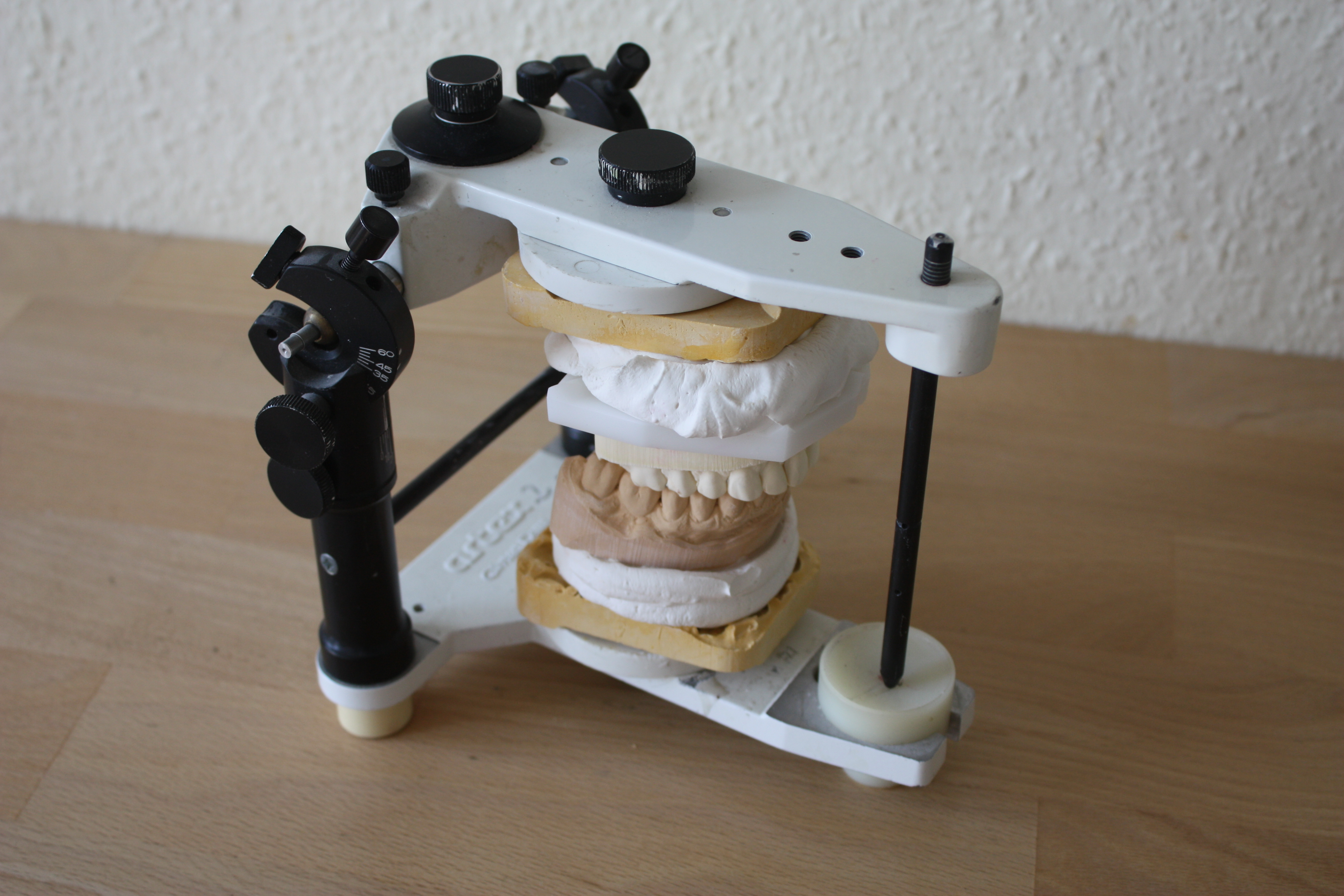
Artikulator

Die Kieferrelationsbestimmung (veraltet Bissnahme) dient in der Zahnmedizin und Zahntechnik der Zuordnung von Ober- und Unterkiefermodellen. Hierfür stehen Modellhalter, Fixatoren, Okkludatoren, Mittelwertartikulatoren, teiljustierbare Artikulatoren bis hin zu volljustierbaren Artikulatoren zur Verfügung. Die Kieferrelationsbestimmung ist ein wichtiger Arbeitsschritt für die Herstellung von indirekt (außerhalb des Mundes) hergestellten Restaurationen, wie Inlays, Teilkronen, Kronen, Brücken, implantatgestütztem Zahnersatz sowie Teil- und Totalprothesen. Daneben werden auch Aufbissschienen nach einer Kieferrelationsbestimmung einartikuliert. Nach einer Abformung werden Modelle vom Oberkiefer und Unterkiefer hergestellt. Sie werden in einer Relation, die möglichst genau die Verhältnisse am Patienten widerspiegelt, der Bisshöhe, in einen Artikulator montiert.

## Klassifizierung

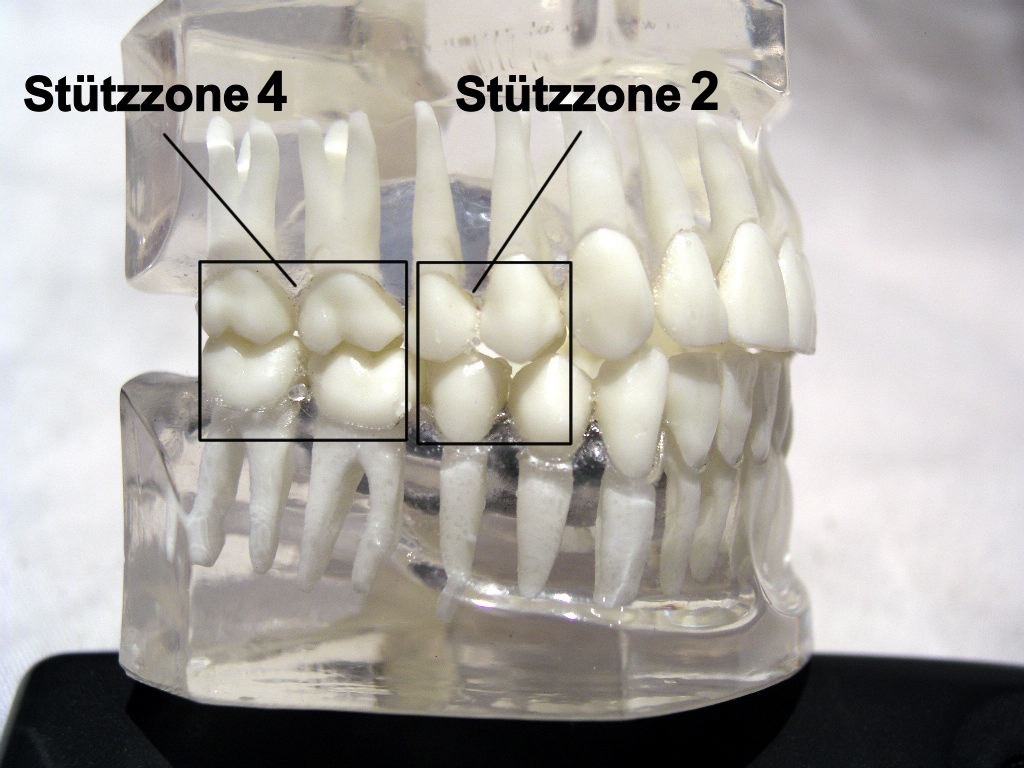
Stützzonen

Man unterscheidet zwischen der Kieferrelationsbestimmung beim zahnlosen Patienten und derjenigen beim teil- und vollbezahnten Patienten. Bei der Klassifikation nach Eichner (1955) wird eine funktionelle Einteilung der Lückengebisse nach den vorhandenen Stützzonen in drei Gruppen vollzogen. Ein vollständiges Gebiss weist vier Stützzonen auf, wobei die Frontzähne nicht zu berücksichtigen sind. Eine Stützzone besteht dabei aus zwei gegenüber liegenden Zahnpaaren, also vier Zähnen:
- 1. Stützzone: Prämolaren der linken Seite
- 2. Stützzone: Prämolaren der rechten Seite
- 3. Stützzone: Molaren der linken Seite
- 4. Stützzone: Molaren der rechten Seite

Daraus ergeben sich drei Gruppen des Zusammenbisses, die für die Art der Kieferrelationsbestimmung entscheidend sind:
- Gruppe A: Antagonistischer Kontakt in allen Stützzonen
- Gruppe B: Antagonistischer Kontakt nicht in allen Stützzonen
- Gruppe C: Kein antagonistischer Kontakt

## Verfahren

### Handgeführte Kieferrelationsbestimmungen
Der handgeführten Kieferrelationsbestimmungen steht die Relationsbestimmung mittels zentraler Stützstiftregistrierung gegenüber. Die handgeführte Kieferrelationsbestimmung und die Verschlüsselung auf der Pfeilwinkelspitze haben unterschiedliche Unterkieferpositionen zur Folge. Die handgeführte Kieferrelationsbestimmung wird mit dem Lauritzengriff (Kinnführungsgriff, engl.: Lauritzen’s handle, nach dem amerikanischen Zahnarzt Arne Lauritzen benannte Grifftechnik zur Führung des Unterkiefers) in die zentrische Kondylenposition des Caput mandibulae durchgeführt. Hierzu führt der Zahnarzt das Kinn des Patienten mit abgewinkeltem Daumen in diese Position. Gleiches kann auch mit dem Dawson-Griff bewirkt werden (Unterkiefer-Führungsgriff, engl.: Dawson’s handle, nach dem amerikanischen Zahnarzt Peter Dawson). Bei dieser Methode wird der Unterkiefer mit beiden Händen am Kieferwinkel umfasst und mit den Daumen schädelwärts geführt.

### Pfeilwinkelaufzeichnung
Bei der Stützstiftregistrierung (Pfeilwinkelaufzeichnung) wird der Stützstift in die Oberkieferwachsplatte, die Registrierplatte in den Unterkieferwachswall eingearbeitet. Nach dem Schließen wird die maximale Protrusion, die maximale Retrusion und in der Folge Lateralbewegungen nach rechts und links durchgeführt. Der Stützstift wird mit dem festgestellten Adduktionspunkt in Kontakt gebracht und die Schablonen miteinander verbunden. In dieser Position werden die Modelle einartikuliert.

### Auflösung der Stützzonen
Sollten während einer Zahnersatzbehandlung die Stützzonen aufgelöst werden müssen, beispielsweise durch ein Beschleifen der Zähne für Kronen, wird die ursprüngliche Bisshöhe vor dem vollständigen Beschleifen mittels sogenannten Kunststoffschlüsseln festgehalten. Es muss damit mindestens ein Dreipunktkontakt fixiert werden, der möglichst einem gleichseitigen Dreieck nahe kommt. Mit dessen Hilfe kann eine stabile Position des Ober- zum Unterkiefer wiederhergestellt werden. Die drei Fixationspunkte müssen sich jeweils links und rechts im Seitenzahnbereich und einer im Frontzahnbereich befinden. Mit Hilfe dieser „Schlüssel“ können im Anschluss die Modelle im ursprünglichen Abstand, in der ursprünglichen Kieferrelation, einartikuliert werden, ohne diese neu bestimmen zu müssen.

## Kieferrelationsbestimmung beim vollbezahnten Patienten
Bei Patienten der Gruppe A, demnach bei vollbezahnten Patienten oder Patienten mit größtenteils erhaltenen Stützzonen, erfolgt die Kieferrelationsbestimmung in maximaler Interkuspidation. Hierfür werden Trägerplatten aus Kunststoff, Zinn oder Wachs verwendet. Wachsträgerplatten in Kombination mit Aluwachs oder Zinkoxid-Eugenol-Präparaten als Verschlüsselungsmaterial ist im Vergleich zu den Kunststoffplatten oder Zinnfolien geringfügig besser. In die Eindrücke in den Trägerplatten, die durch das Zusammenbeißen entstanden sind, werden die Gipsmodelle zueinander positioniert und im Artikulator eingegipst. Das Radieren (Einschleifen) der einartikulierten Modelle bis zum Auftreten von gleich lokalisierten Kontakten wie im Mund erscheint zielführend.

## Kieferrelationsbestimmung beim teilbezahnten Patienten
Die Kieferrelationsbestimmung beim teilbezahnten Patienten erfolgt ebenso – soweit möglich – in maximaler Interkuspidation. Je weniger Stützzonen vorhanden sind, umso größer ist die Gefahr einer ungenauen Kieferrelationsbestimmung. Beim aktiven Zubeißen erfolgt je nach ausgeübter Beißkraft zudem eine Verwindung des Unterkieferkörpers. Angestrebt wird deshalb eine durch den Zahnarzt geführte Schließbewegung mit möglichst entspannter Kaumuskulatur. Für die Fixierung der entsprechenden Stellung werden Trägerplatten aus Kunststoff, Zinn oder Wachs verwendet. Wachsträgerplatten in Kombination mit Aluwachs oder Zinkoxid-Eugenol-Präparaten als Verschlüsselungsmaterial sind im Vergleich zu den Kunststoffplatten oder Zinnfolien dafür geringfügig besser. Das Radieren der einartikulierten Modelle bis zum Auftreten von gleich lokalisierten Kontakten wie im Mund erscheint auch hier zielführend. Zusätzlich ist – unabhängig vom verwendeten Verfahren – die Adaptationsfähigkeit des Patienten, also dessen Anpassungsfähigkeit, maßgeblich für den Behandlungserfolg.

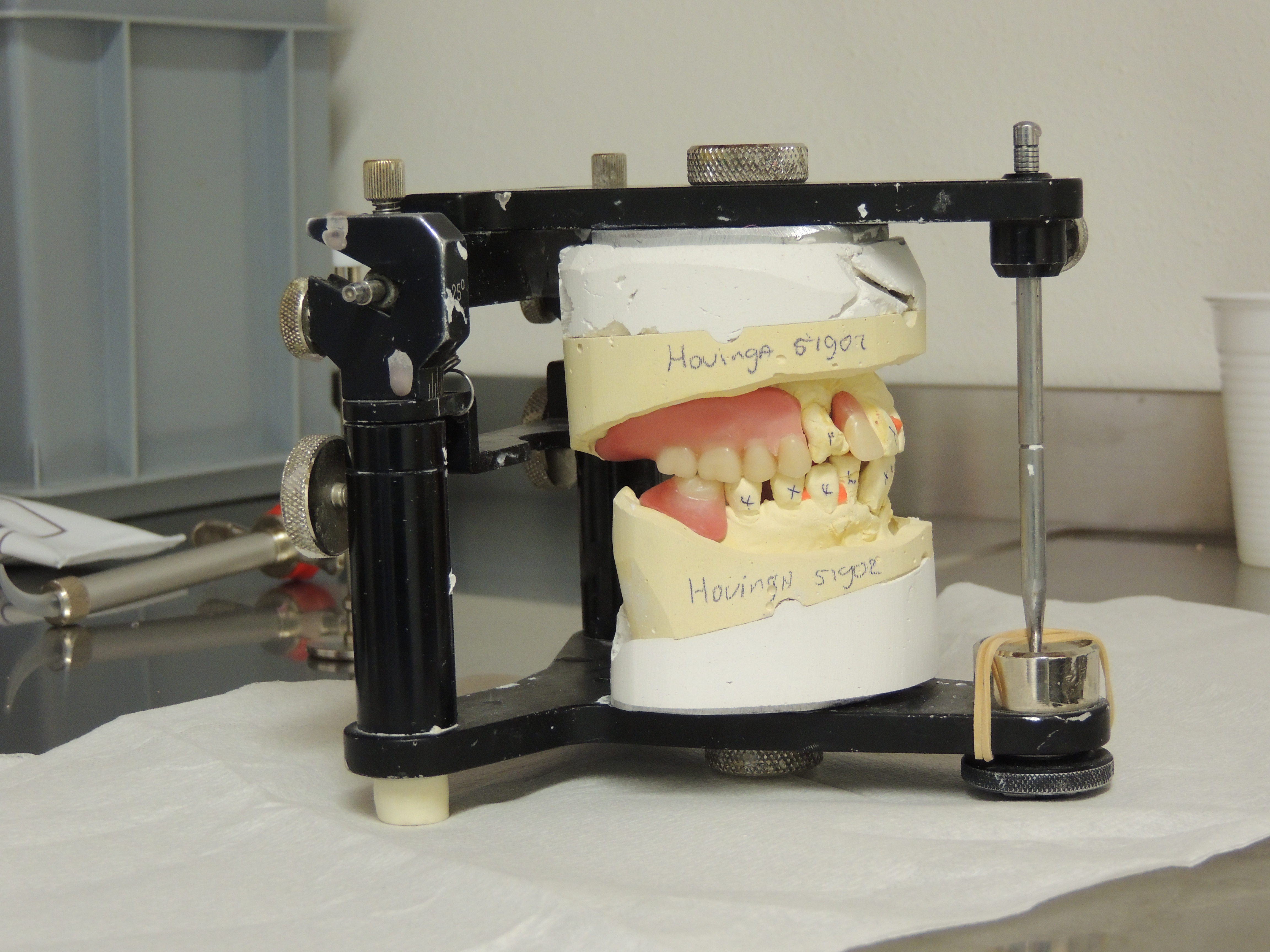
Anfertigung einer Teilprothese im Artikulator
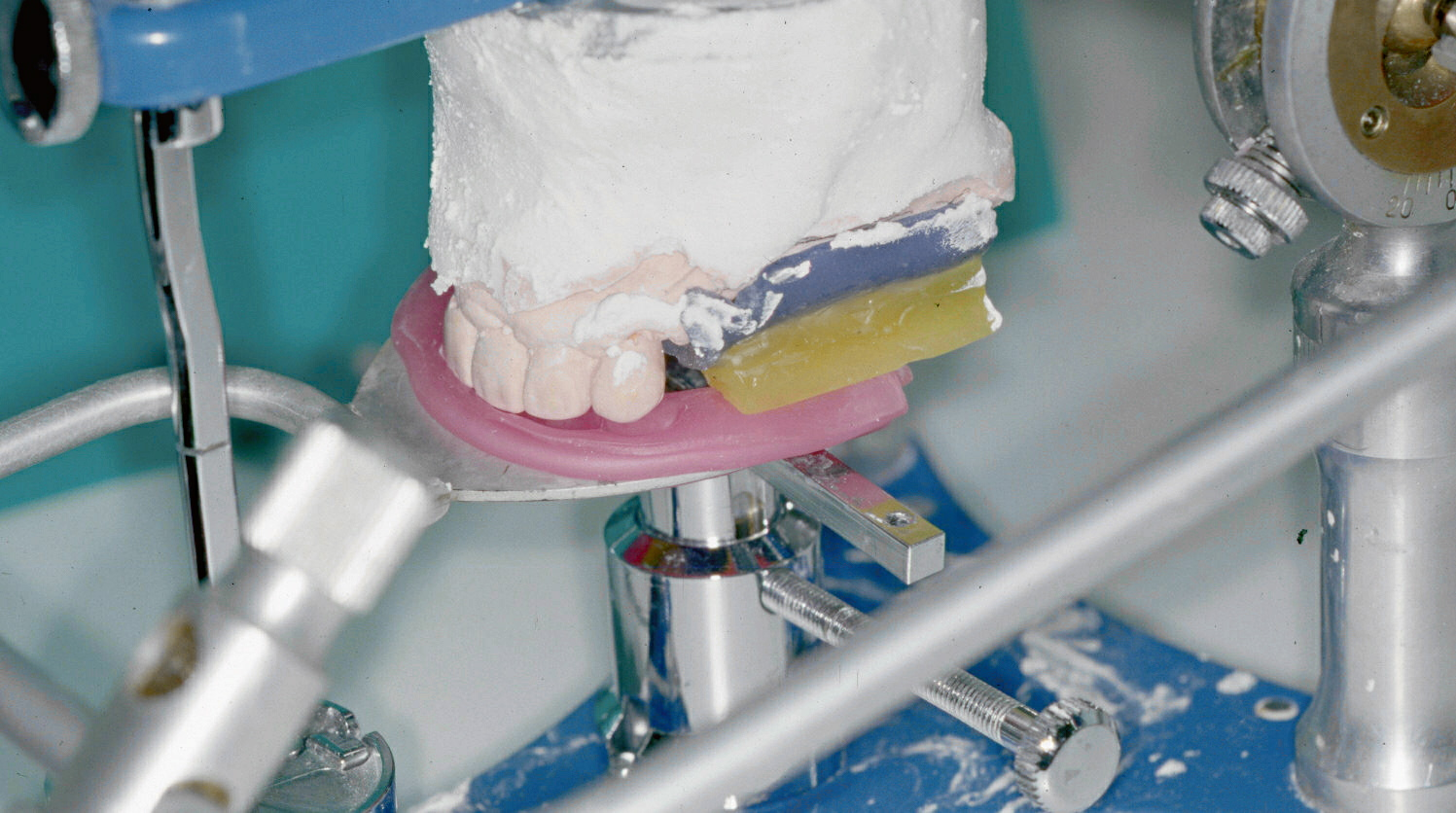
Montage eines Oberkiefermodells in einen individuellen Artikulator
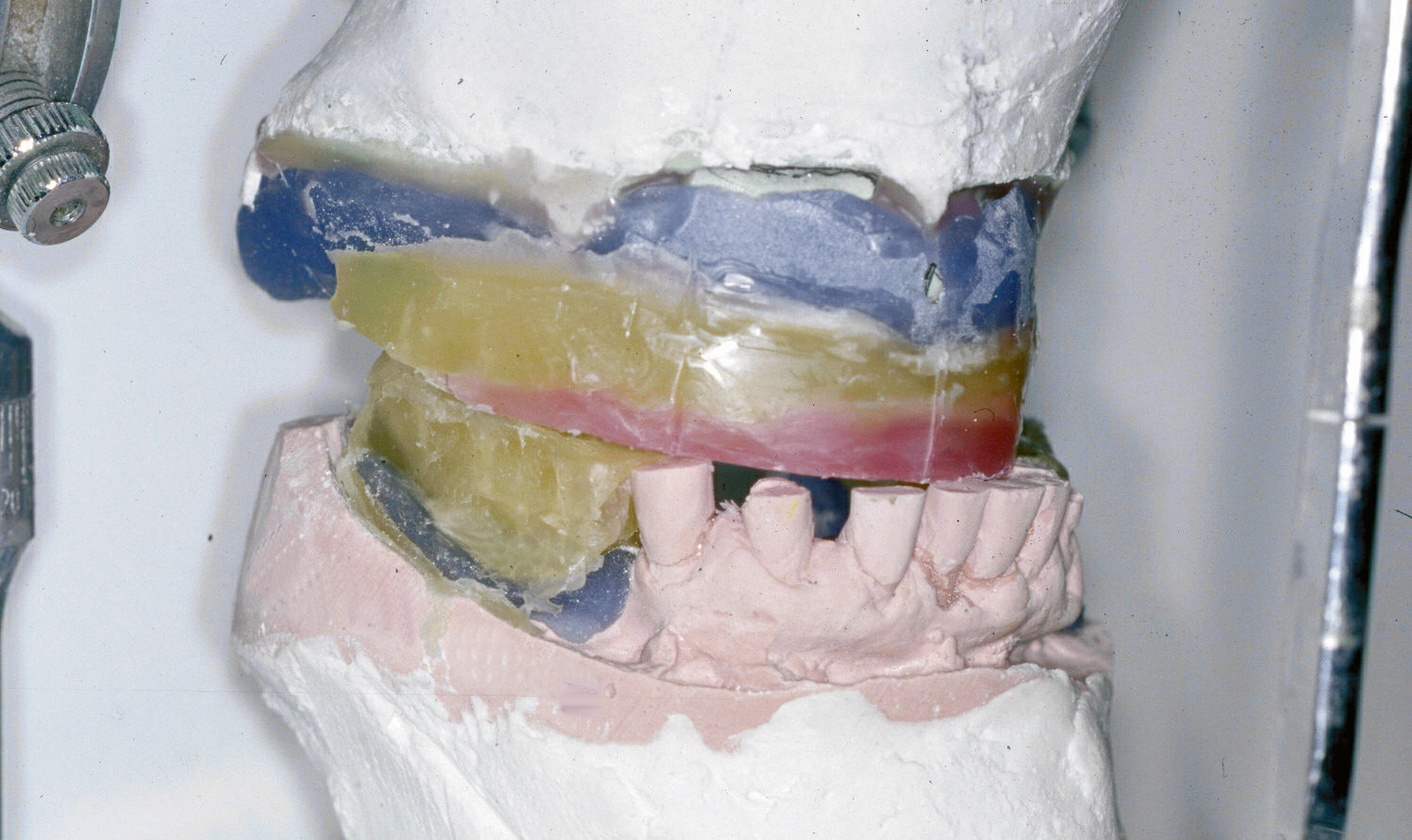
Montage des Unterkiefermodells mittels Registrierschablonen
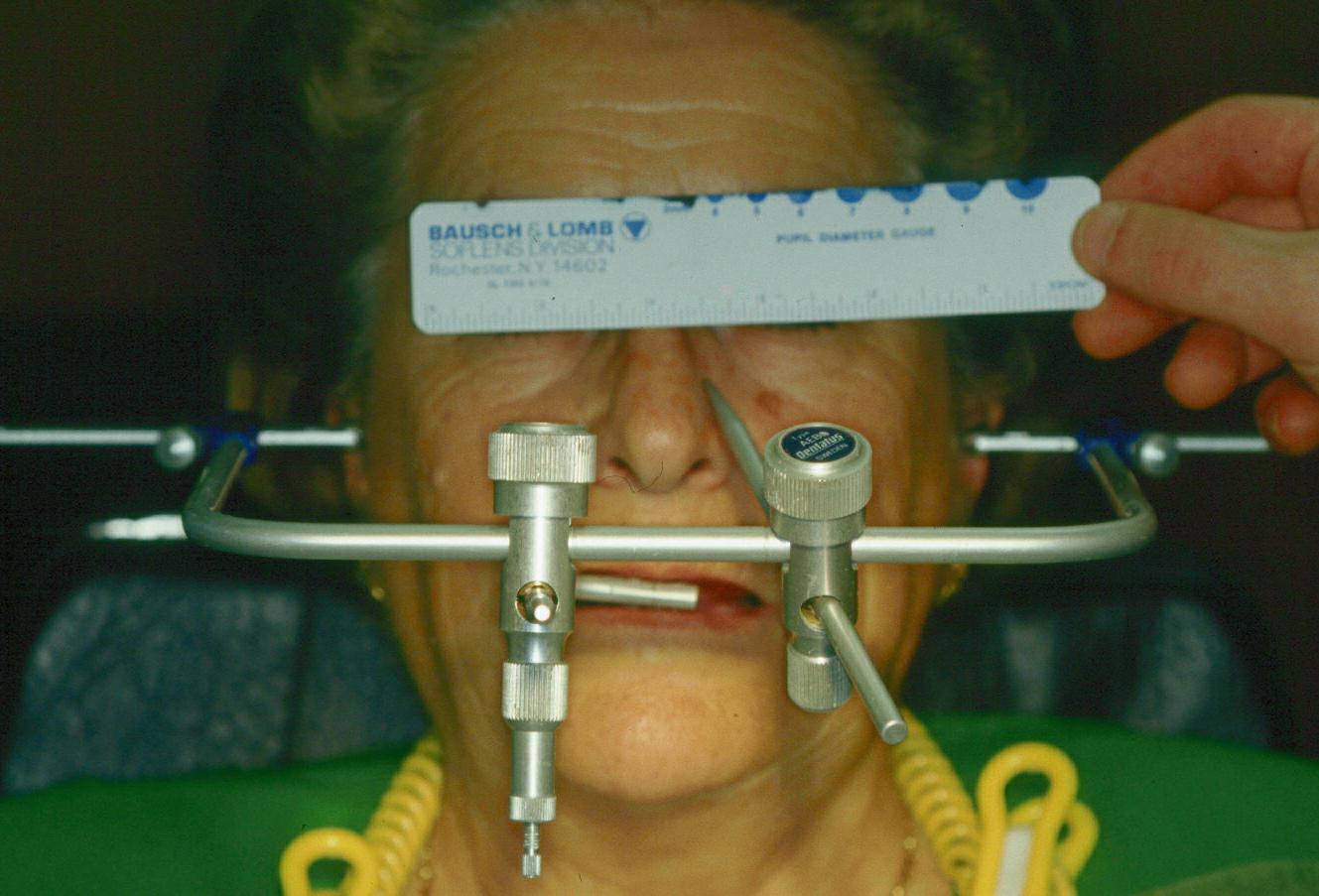
Anlegen eines Übertragungsbogens

## Kieferrelationsbestimmung beim zahnlosen Patienten
Die Kieferrelationsbestimmung beim zahnlosen Patienten ist besonders schwierig, da durch den Verlust aller Zähne, beziehungsweise aller Zähne in einem Kiefer oder einer Restbezahnung in beiden Kiefern, die jedoch nicht in Kontakt steht, die über die Okklusion gesicherte dreidimensionale Beziehung zwischen Ober- und Unterkiefer nicht mehr existiert. Es handelt sich um Patienten der Gruppe C. Die Herstellung totaler Prothesen hat zum Ziel, eine dem ursprünglichen bezahnten Zustand und dem ursprünglichen Aussehen nahe kommende, das stomatognathe System nicht schädigende und vom Patienten sowie seiner Umgebung tolerierte neue dreidimensionalen Zuordnung des Unterkiefers zum Oberkiefer einzustellen. Es wird zwischen der vertikalen und der horizontalen Wiederherstellung der Kieferrelation unterschieden.

### Wiederherstellung der vertikalen Kieferrelation
Von vielen in der Literatur beschriebenen Verfahren dominiert zur Bestimmung der vertikalen Kieferrelation die Bestimmung des engsten Sprechabstands, die Ruheschwebelage. Bei entspannter Kaumuskulatur sollen sich die Lippen berühren. Die Feststellung des Abstands erfolgt beispielsweise durch den Zirkel nach Zielinsky, mit dem der Abstand zwischen zwei Punkten gemessen wird. Hierzu wird extraoral auf der Haut beispielsweise zwischen Nasenspitze und Kinnspitze die Distanz gemessen. Diese Distanz ist in der Regel drei Millimeter größer, als der Abstand bei der maximalen Interkuspidation. Diese Distanz muss jedoch nicht unbedingt den intraoral tatsächlich vorhandenen Gegebenheiten entsprechen. Ist der Biss – beispielsweise durch Abrasion – abgesunken, kann eine Orientierung an der Ruheschwebelage fehlerhaft sein. In diesem Fall sollte die ursprüngliche Bisshöhe zusätzlich nach funktionellen und ästhetischen Kriterien bestmöglich wiederhergestellt werden. Auch bereits vorhandene Totalprothesen, die erneuert werden sollen, können für die Rekonstruktion hilfreich sein. Insbesondere ist der Patient an diese Kieferrelation bereits gewöhnt.
Das Verfahren besteht darin, dass Wachswälle, die eine Prothese simulieren sollen, auf dem Ober- und Unterkiefer angebracht und das Wachs soweit schrittweise abgetragen wird, bis bei einem Zusammenbiss der beiden Wachswälle die etwa um drei Millimeter geringere Distanz der vorher festgelegten Referenzpunkt an Nase und Kinn erreicht werden. Mit Hilfe der Registrierschablonen (früher: Bissschablonen) können die Kiefermodelle im angestrebten Abstand vom Zahntechniker in einen Artikulator montiert werden.

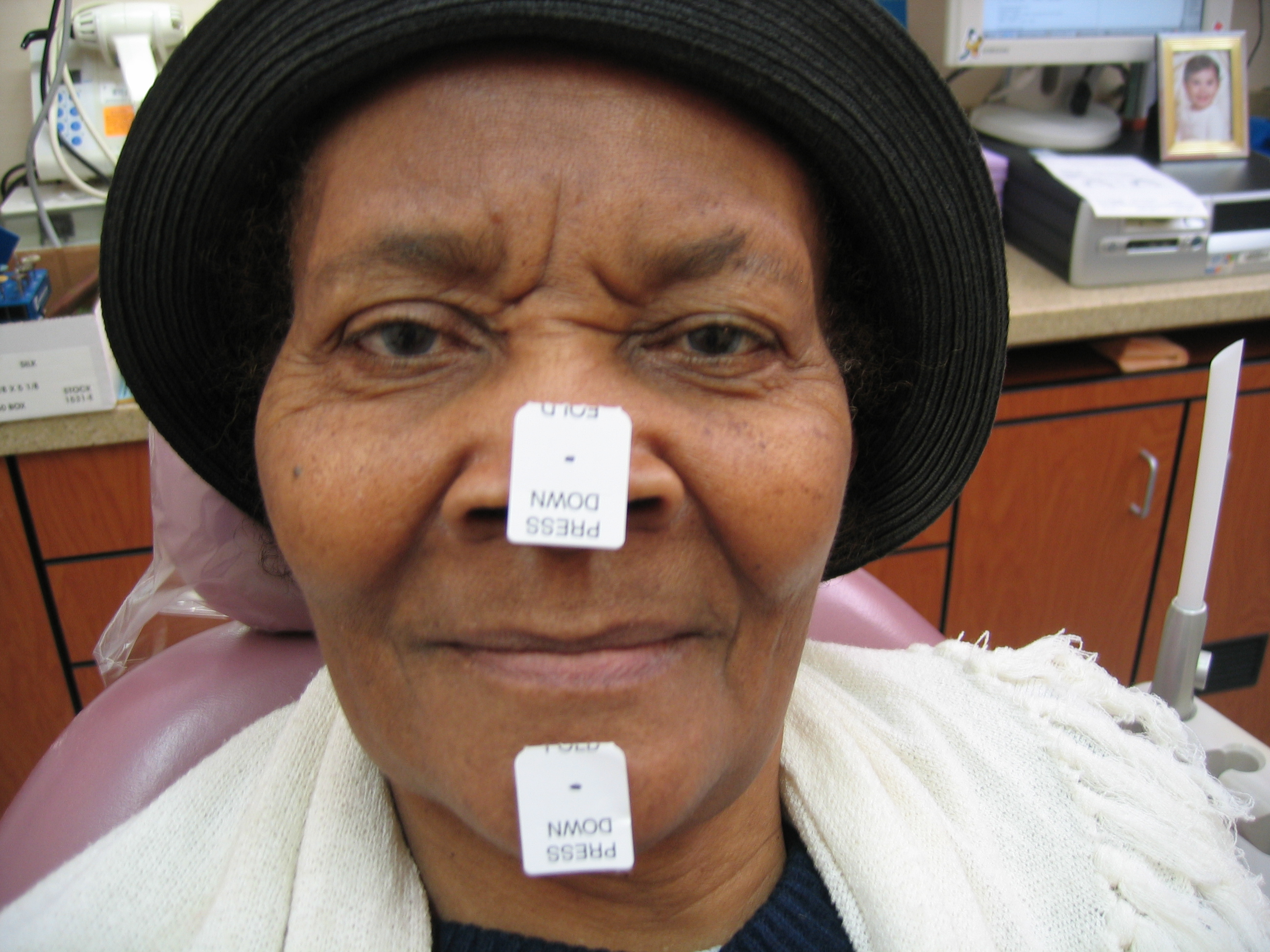
Bestimmung der Vertikaldimension beim Zahnlosen. Aufkleber an Nasen- und Kinnspitze
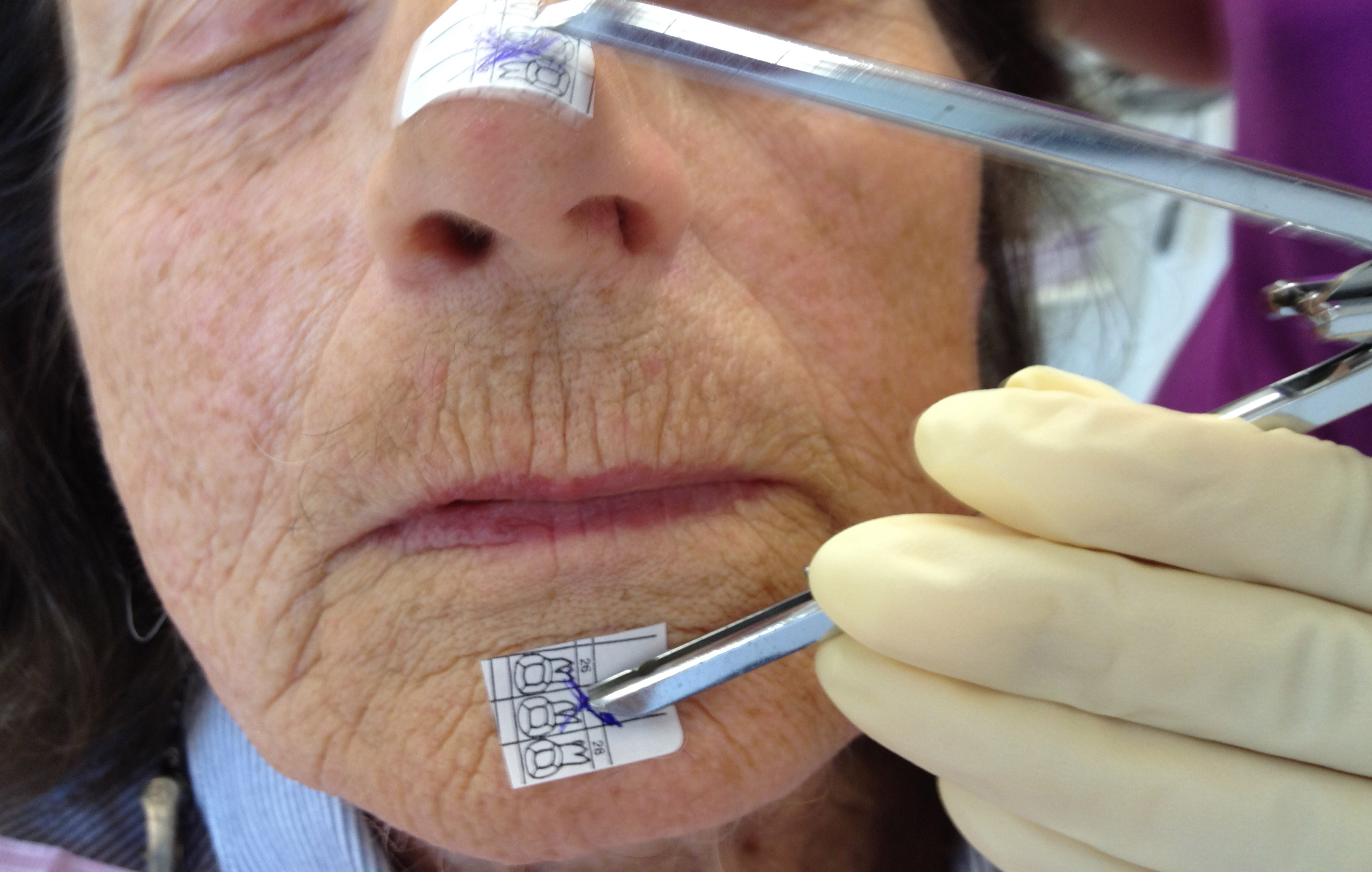
Messung der Ruheschwebelage mit dem Zirkel nach Zielinsky
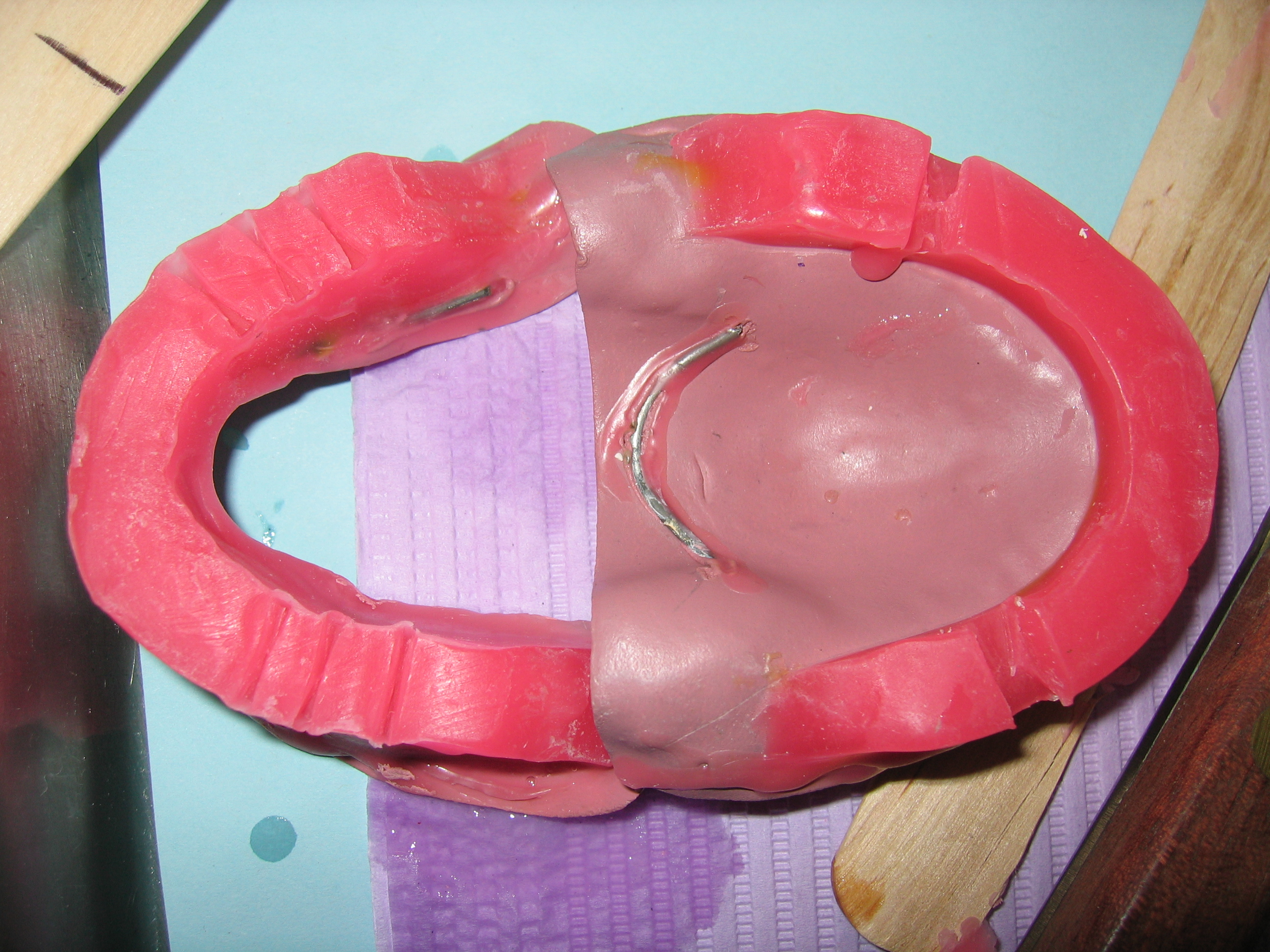
Registrierschablonen mit Wachswällen; links für den Unterkiefer, rechts für den Oberkiefer
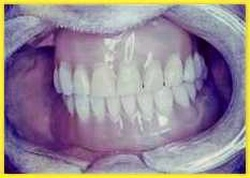
Wiederhergestellte Kieferrelation durch Totalprothesen

### Wiederherstellung der horizontalen Kieferrelation
Da beim Zahnlosen die Zähne zur Einstellung der horizontalen Relation nicht mehr herangezogen werden können, dominiert die Muskulatur die Lagebestimmung, oder der Behandler positioniert den Unterkiefer durch seine Führung in die jeweilige Grenzposition der Kiefergelenke. Die Grenzposition der Lateralbewegungen (Seitwärtsbewegungen) des Unterkiefers wird mit weiteren Bissschablonen festgestellt, indem der Patient in den Grenzpositionen auf die Bisswälle beißt. In den jeweiligen Positionen werden die Wachswälle im Mund miteinander verbunden. Im individuell einstellbaren Artikulator kann der Zahntechniker nach der Montage der Modelle in der habituellen Position zusätzlich die Grenzpositionen des Unterkiefers einstellen.

## Geschichte
Die Entwicklung des Artikulators, der als Kausimulator die Bewegungen des Unterkiefers und damit die Nachbildung der Kaumuster ermöglichen sollte, begann mit einem Okkludator, der lediglich ein Öffnen und Schließen des Gebisses nachahmen ließ. Ausführlich beschreibt Julius Parreidt 1893 verschiedene im 19. Jahrhundert gebräuchliche Methoden, wobei zunächst ein Türscharnier verwendet wurde. Nach Vorarbeiten durch Daniel Evans entwickelte William Gibson Arlington Bonwill (1833–1899) aus Philadelphia 1864 den ersten überdurchschnittlichen Artikulator. Bonwill war es, der den Begriff der Artikulation prägte und den älteren Begriff der Okklusion ersetzte. Der um 1910 vom Schweizer Zahnarzt Alfred Gysi (1865–1957) entwickelte Gysi Simplex Artikulator sollte sich als Meilenstein herausstellen. Aufgrund der kondylären Führungsfläche im Unterteil und der Gelenktrommel im Oberteil werden diese Typen als sogenannte Non-Arcon-Artikulatoren bezeichnet, da die Bewegungen umgekehrt zum anatomisch-physiologischen Ablauf im echten Gelenk stattfinden. Bekannter wurden der auf gleichem Prinzip aufbauende Whip-Mix Artikulator oder der Schul-Artikulator-München (SAM). Über 100 verschiedene Artikulatoren wurden in den letzten 150 Jahren entwickelt. Mit der Einführung der Gnathologie übernahmen Arne G. Lauritzen, Peter K. Thomas, Charles E. Stuart und Harry Lundeen die Weiterentwicklung mit zunehmendem Einsatz von Gesichtsbögen sowie bei zahnlosen Patienten die Verwendung von Stützstiftregistraten. In Deutschland übernahmen als erste Axel Bauer und Alexander Gutowski diese Konzepte.

## Ausblick
Es fehlen prospektive, doppelblinde klinische Studien, die mehrere unterschiedliche Verfahren vergleichend untersuchen und eine größere Stichprobe umfassen. Unverändert ist die Rekonstruktion der Bisslage eher ungenau. Eine Adaptation an die neue Unterkieferhaltung bzw. an den neuen Zahnersatz durch den Patienten ist nach der Eingliederung einer Prothese erforderlich.